# Kuntilanak (filme)
Kuntilanak (em inglês: "The Chanting") é um filme de terror indonésio de 2006 dirigido por Rizal Mantovani, com roteiro de Ve Handojo, sobre a história de uma estudante tentando livrar-se do padrasto molestador mudou para uma pensão em uma região assombrada por um fantasma do folclore indonésio e malaio, chamado Kuntilanak ou Pontianak, onde ocorre uma série de mortes trágicas.

## Enredo
Samantha "Sam" (Julie Estelle) é uma jovem órfã que se muda para uma pensão isolada em uma região assombrada no norte de Jacarta, tentando evitar os ataques do padrasto pervertido. A proprietária da casa, Yanti, diz a ela que a casa era anteriormente uma fábrica de batik da família Mangkoedjiwo, com seu atual dono, Raden Ayu Sri Sukmarahimi Mangkoedjiwo, ter emprestado a casa sob a condição de que o segundo deve permanecer fechado sem a entrada de ninguem. Ao listar outras restrições, incluindo cerca de uma cadeira em frente a um espelho javanês no quarto de Sam, Yanti canta um poema javanês chamado  durmo capaz de invocar Kuntilanak, um fantasma feminino que conforme rumores supostamente vive há séculos em uma árvore próximo a casa. Enquanto isso, Sam menciona ao namorado Agung (Evan Sanders) ter pesadelos recorrentes sobre uma mulher em um incêndio com um Kuntilanak. Agung descobre com seu excêntrico amigo Iwank e sua mãe que o Mangkoedjiwo é há muito é conhecido por uma seita de magia negra que mantém Kuntilanak, que somente pode ser convocado por objetos antigos. Na casa, Sam faz amizade com Dinda (Ratu Felisha), que a informa sobre a existência de outros três espelhos idênticos, no quarto dela e no quarto de Ratih.

## Elenco
- Julie Estelle como Samantha;[1]
- Evan Sanders como Agung;[1]
- Ratu Felisha como Dinda;[1]
- Alice Iskak como R.Ay, Sri Sukmarahimi Mangkoedjiwo;
- Lita Soewardi como Yanti;
- Ibnu Jamil como Iwank;

## Mídia
Em 2006 foi lançado nos cinemas, no ano seguinte foi lançado no formato de DVD.
O filme é seguido por mais duas sequências, Kuntilanak 2 e Kuntilanak 3, configurando uma trilogia com Mantovani como diretor. Estelle reprisou seu papel de protagonista principal de ambos os filmes, enquanto Sanders, Soewardi, Jamil e Iskak retornam apenas para a primeira sequência. Bella Esperance, Cindy Valerie, Ida Iasha e Piet Pagau também estrelaram Kuntilanak 2, que foi lançado em 2007 e segue Sam enquanto ela luta para manter sua sanidade devido ao wangsit de Kuntilanak enquanto é caçada por remanescentes da seita Mangkoedjiwo. O filme final, Kuntilanak 3, foi lançado em 2008 e estrelado por Laudya Cynthia Bella, Imelda Therinne, Mandala Shoji e Reza Pahlevi, além de Estelle, Valerie e Iasha. Ele segue Sam acompanhado por um grupo de resgate no rastreamento das origens do wangsit de Kuntilanak nas terras altas da floresta remota, na esperança de destruí-lo de uma vez por todas.
Em 2018 foi lançado um remake. Em 2019 foi lançado a sequencia do remake denominado Kuntilanak 2.